# Gapikomina
Gapikomina (łac. gapicominum), bikordyna – organiczny związek chemiczny z grupy amin zsyntetyzowany przez Stanisława Binieckiego. W postaci cytrynianu stosowana była w lecznictwie jako preparat rozszerzający naczynia wieńcowe, niewpływający na inne parametry czynnościowe mięśnia sercowego ani na ciśnienie tętnicze krwi.
W Polsce preparat cytrynianu bikordyny był dostępny pod nazwą handlową Bicordin. Producentem były ówczesne Krakowskie Zakłady Farmaceutyczne Polfa.